# الیشکا سانتاگووا
الیشکا سانتاگووا (انگلیسی: Eliška Sonntagová؛ زادهٔ ۲۶ ژوئیهٔ ۲۰۰۱) بازیکن فوتبال اهل جمهوری چک است.
وی همچنین در تیم ملی فوتبال زنان جمهوری چک بازی کرده‌است.